# 高橋利文
高橋 利文（たかはし としふみ、1950年2月3日 - 2009年6月23日）は、日本の裁判官。内閣法制局参事官や、最高裁判所上席調査官、最高裁判所事務総局民事局長兼行政局長、最高裁判所事務総局総務局長等を歴任したが、東京高等裁判所部総括判事在任中に死亡退官した。

## 人物・経歴
兵庫県出身。東北大学卒業後、東京地方裁判所判事補、最高裁判所事務総局行政局付、最高裁調査官、内閣法制局参事官、東京地方裁判所部総括判事、最高裁判所上席調査官、最高裁判所事務総局民事局長兼行政局長、最高裁判所事務総局総務局長等を歴任したが、東京高等裁判所部総括判事在任中に、肝不全のため死去し退官した。享年59。護国寺桂昌殿で葬儀・告別式が行われた。

## 裁判
東京大気汚染訴訟第一次訴訟第一審で、国や首都高速道路公団、東京都への国家賠償請求権を認めた。